# Cantó de Maisons-Alfort
El cantó de Maisons-Alfort és un cantó francès del departament de la Val-de-Marne, al districte de Créteil. Creat amb la reorganització cantonal del 2015.

## Municipis
- Maisons-Alfort